# Redentore tra la Vergine e tre santi
Il Redentore tra la Vergine e tre santi è un dipinto a tempera e oro su tavola (85x210 cm) firmato e datato 1271 da Meliore di Jacopo; è conservato nella Galleria degli Uffizi a Firenze.

## Storia
L'opera, della quale si ignora la collocazione originaria, costituisce forse il più antico esempio italiano di dossale d'altare rettangolare, con la parte centrale cuspidata e a figure allineate poste sotto arcate. Proviene dalla raccolta Stuart e finì a Parma, dove venne scambiata in epoca fascista, assieme ad altre due opere, per la Schiava turca del Parmigianino.
Nel secondo Quattrocento la tavola venne aggiornata con la pittura di serafini entro ghirlande tra gli archi, opera di fattura modesta, che il Longhi indicò nella mano di Cosimo Rosselli.
Dalla critica sono stati notati rapporti di Meliore di Jacopo con la pittura senese dell'epoca. In seguito vi è stata vista una commistione di elementi pisani e lucchesi ed infine Meliore è stato messo in diretto rapporto con i mosaicisti del Battistero fiorentino.

## Descrizione e stile
Il dossale, tramite applicazioni a rilievo in pastiglia, simula un'arcata con colonnine e archi trilobati da cui si affacciano quattro santi e, al centro, il Redentore, più alto con una vistosa aureola a rilievo decorata da pastiglie che simulano castoni di pietre preziose, con un motivo che si ritrova anche nel libro che egli tiene in mano. Da sinistra si riconoscono san Pietro (con le chiavi), la Vergine Maria, san Giovanni Evangelista (con il rotolo e con il tipico aspetto giovanile dai tratti quasi femminei) e san Paolo (con la spada). Iscrizioni aiutano a riconoscere le figure. Le figure sono allineate sotto le arcate, ma appaiono semplicemente giustapposte, nella loro iconica fissità bizantina e nella rigidità dei rimandi simmetrici; lontane appaiono ancora infatti le novità di Cimabue e due suoi profeti verosimilmente dislocati nella loggetta sotto il trono della Maestà di Santa Trinita (1280-1290 circa), nella stessa sala del museo.
Notevole è la decorazione dell'oro, sia nelle aureole, che in altri dettagli, come i motivi vegetali e le iscrizioni. I caratteri fisionomici sono abbastanza standardizzati e si ritrovano fedelmente replicati in tutta la produzione del pittore. Numerosi e raffinati sono i grafismi (negli schematici ma elaborati panneggi lumeggiati d'oro, nelle rughe d'espressione del volto, nei tratteggi chiari e scuri che definiscono le ombre), che decorano minuziosamente l'immagine, ma inevitabilmente ne appiattiscono la composizione.